# Osael Romero
William Osael Romero Castillo (Usulután, 18 de abril de 1986) é um ex-futebolista salvadorenho que atuava como meia-atacante.

## Carreira
Revelado pelo Atlético Chaparrastique em 2006, Romero assinou pelo Vista Hermosa no mesmo ano. Pelos Correcaminos, jogou 115 partidas e fez 26 gols até 2010, quando assinou por empréstimo com o Chivas USA, em sua única experiência fora de El Salvador. Foram 9 jogos e um gol marcado em sua passagem pela Major League Soccer.
Entre 2011 e 2013, atuou por Águila e Alianza, vencendo o torneio Clausura de 2012 pelos Aguiluchos.

## Seleção Salvadorenha
Sua estreia pela Seleção Salvadorenha foi contra a Costa Rica, em outubro de 2007, e o primeiro de seus 16 gols pelos Cuscatlecos veio apenas um ano depois, num amistoso contra a Bolívia.
Disputou 3 edições da Copa Ouro da CONCACAF: 2009 (eliminação na primeira fase), 2011 e 2013 (quartas-de-final).

## Suspensão
Em setembro de 2013, Romero e outros 13 jogadores da Seleção Salvadorenha foram banidos do futebol após um escândalo de manipulação de resultados.

## Títulos
Águila
- Campeonato Salvadorenho: 1 (Clausura 2012)